# 索洛圖恩州
索洛圖恩州是瑞士的一個州，位於該国的西北部，州府是索洛圖恩市。

## 地理
索洛圖恩州位於瑞士西北部，這個州的南面與伯爾尼州接壤，西接汝拉州，與東鄰阿爾高州，北界巴澤爾鄉村半州。此州有兩個區是外飛地，一面與法國接壤，另一面被巴澤爾鄉村半州包圍。
州內主要的水系為阿勒河與其支流，流經的地方地勢大致平坦，但州境也包含了一部分汝拉山脈的山腳。索洛圖恩州的總面積為791平方公里，在全國26州中排名第16位。

## 歷史
索洛圖恩州的範圍是其首府索洛圖恩領有的土地所拼湊起來的，造成索洛圖恩州擁有頗不規則的形狀和兩塊外飛地。此州早於1481年就加入瑞士邦聯，於1798至1803年間被拿破崙建立的赫爾維蒂共和國所管治。在1803年重新立憲後與其他18個州回歸邦聯制。雖然當時信奉天主教的居民佔絕大多數，但索洛圖恩州沒有在1845年加入天主教分離運動聯盟（Sonderbund）。此後，聯邦憲法在1848年及1874年都在此州獲得通過。現行於此州的憲法可追溯至1887年，並在1895年被徹底修訂。

## 經濟
在十九世紀或以前像瑞士其他地方一樣，主要的經濟活動是農業。到現在農業仍舊佔重要為置，但製造業與服務業在此州亦日益繁盛。索洛圖恩州的主要工業有製造鐘錶、珠寶、紡織、造紙、混凝土及汽車部件。不久以前，造鞋業在此州很發達，後來因不敵於全球的劇烈競爭而日漸衰落。
在索洛圖恩州的格斯根（Gösgen）附近有一所核能發電廠，於1979年正式投產。

## 交通
索洛圖恩州與其他州份有鐵路與公路連接，州內的奧爾滕（Olten）是交通要衝，有直達日內瓦、蘇黎世、巴澤爾的火車路線，亦可經琉森到達南部的提契諾州。

## 人口
此州的居民大部份操德語，約六成人口信奉羅馬天主教，其餘多數是新教徒。總人口為250,614（2005年數字）。

## 行政區劃
2005年，索洛圖恩州本來的十個區域合併為五個選區（Amtei），此後，固有的十個區域只有統計上的意義。

### 選區

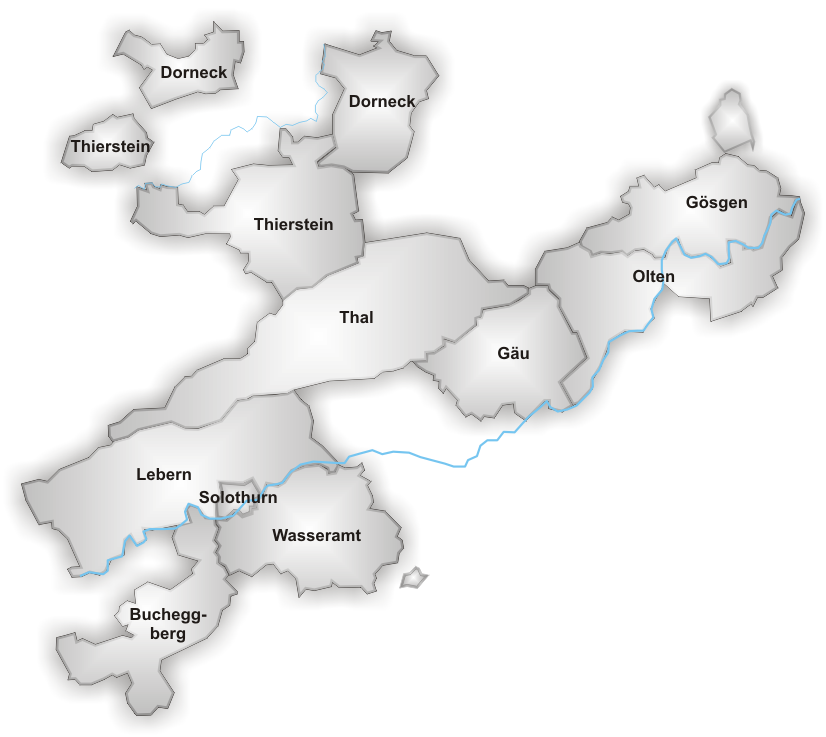
索洛圖恩州的十個區域

- 多尔内克-蒂爾施泰因選區（Amtei Dorneck-Thierstein，非正式名稱：Schwarzbubenland）
  - 多尔内克区（Dorneck）
  - 蒂爾施泰因區（Thierstein）

- 奧爾滕-格斯根（Amtei Olten-Gösgen，非正式名稱：Niederamt）
  - 奧爾滕區（Olten）
  - 格斯根區（Gösgen）

- 索洛圖恩-莱本選區（Amtei Solothurn-Lebern）
  - 索洛圖恩區（Solothurn）
  - 莱本区（Lebern）

- 塔爾-格伊選區（Amtei Thal-Gäu）
  - 塔爾區（Thal）
  - 格伊區（Gäu）

- 瓦瑟阿姆特-布赫埃格贝格選區（Amtei Wasseramt-Bucheggberg）
  - 瓦瑟阿姆特區（Wasseramt）
  - 布赫埃格贝格区（Bucheggberg）

### 市
五個選區內轄下共125個市(Einwohnergemeinden)：
| - 埃德曼斯托夫 - 埃希 - 根斯伯格 - 巴爾斯塔爾 - 貝施維爾 - 貝特維爾 (索洛圖恩州) - 拜恩維爾 (索洛圖恩州) - 貝拉赫 - 貝特拉赫 - 比伯里斯特 - 比茨維爾 - 博爾肯 (索洛圖恩州) - 博寧根 - 布賴滕巴赫 (索洛圖恩州) - 布切格 - 比倫 (索洛圖恩州) - 比瑟拉赫 - 代尼肯 - 代廷根 - 代伦丁根 - 多爾納赫 - 德雷伊·霍菲 - 杜利肯 - 埃格金根 - 埃彭貝格-韋施瑙 - 厄林斯巴赫 - 厄施維爾 - 埃齊肯 - 費倫 (索洛圖恩州) - 費德布倫嫩-聖尼克勞斯 - 弗盧門塔爾 - 富倫巴赫 - 根彭 - 蓋拉芬根 - 格倫興 - 格雷岑巴赫 - 格林德爾 - 金斯貝格 - 貢茨根 - 黑根多夫 - 哈爾滕 (索洛圖恩州) - 黑金根 - 豪恩施泰因-伊芬塔爾 - 赫貝特斯維爾 - 希默里德 - 霍赫瓦爾德 - 霍夫施泰滕-弗呂 - 霍德班克 (索洛圖恩州) - 霍里維爾 - 胡伯斯多夫 - 許尼肯 - 卡默斯羅爾 - 卡佩爾 (索洛圖恩州) - 凱斯滕霍爾茨 - 金貝格 (索洛圖恩州) - 小呂策爾 - 克里格施泰滕 - 蘭根多夫 (索洛圖恩州) - 勞珀斯多夫 - 洛恩-阿曼塞格 - 洛米斯維爾 - 洛施托夫 - 吕斯林根-嫩科芬 - 盧特巴赫 - 呂特科芬-伊歇茨維爾 - 呂特斯維爾-格希利維爾 - 馬岑多夫 - 默廷根 (索洛圖恩州) - 梅森 (索洛圖恩州) - 梅策倫-馬里亞斯泰因 - 米姆利斯維爾-拉米斯維爾 - 诺伊恩多夫 (索洛图恩州) - 下布赫西滕 - 下格斯根 - 努格拉尔-圣潘塔莱翁 - 農寧根 - 上布赫西滕 - 奥伯多夫 (索洛图恩州) - 上蓋拉芬根 - 上格斯根 - 厄金根 - 恩辛根 - 奧爾滕 - 雷歇斯維爾 - 里肯巴赫 (索洛圖恩州) - 里德霍爾茨 - 羅德斯多夫 - 呂特嫩 - 施諾斯維爾 - 舍嫩韋德 - 塞文 - 塞爾察赫 - 索洛图恩 - 施塔尔基希-维尔 - 施蒂斯林根 - 蘇賓根 - 特林巴赫 - 下拉姆瑟恩 - 瓦爾特斯維爾 - 旺根 (索洛图恩州) - 威尔申罗尔-甘斯布魯嫩 - 溫茨瑙 - 維森 (索洛圖恩州) - 維特斯維爾 - 沃爾夫維爾 - 楚赫維爾 - 楚爾維爾 |

## 外部連結
- 官方網站 (德文)
- 官方統計數據 （页面存档备份，存于）